# Amerikaanse presidentsverkiezingen 1876
De Amerikaanse presidentsverkiezingen van 1876 waren een strijd tussen de kandidaat van de Republikeinse Partij, Rutherford Hayes en zijn Democratische rivaal Samuel Tilden. De uitslag van de verkiezingen was aan een hevige controverse onderworpen, maar uiteindelijk zou Hayes als overwinnaar uit de bus komen.

## Nominaties
De Republikeinse Partij, die haar nominatieconventie in Cincinnati hield, leek aanvankelijk James Blaine als presidentskandidaat te kiezen en in de eerste stemronde kwam Blaine slechts 100 stemmen tekort om de nominatie ook daadwerkelijk in de wacht te slepen. Gaandeweg verloor Blaine echter steun en na zeven stemrondes werd uiteindelijk Rutherford Hayes, de gouverneur van Ohio als kandidaat gekozen. Als zijn running mate werd William Wheeler naar voren geschoven.
Bij de Democraten, die in St. Louis bijeenkwamen, werd Samuel Tilden gekozen als kandidaat voor het presidentschap, terwijl Thomas Hendricks de vicepresidentskandidaat werd.

## Presidentskandidaten

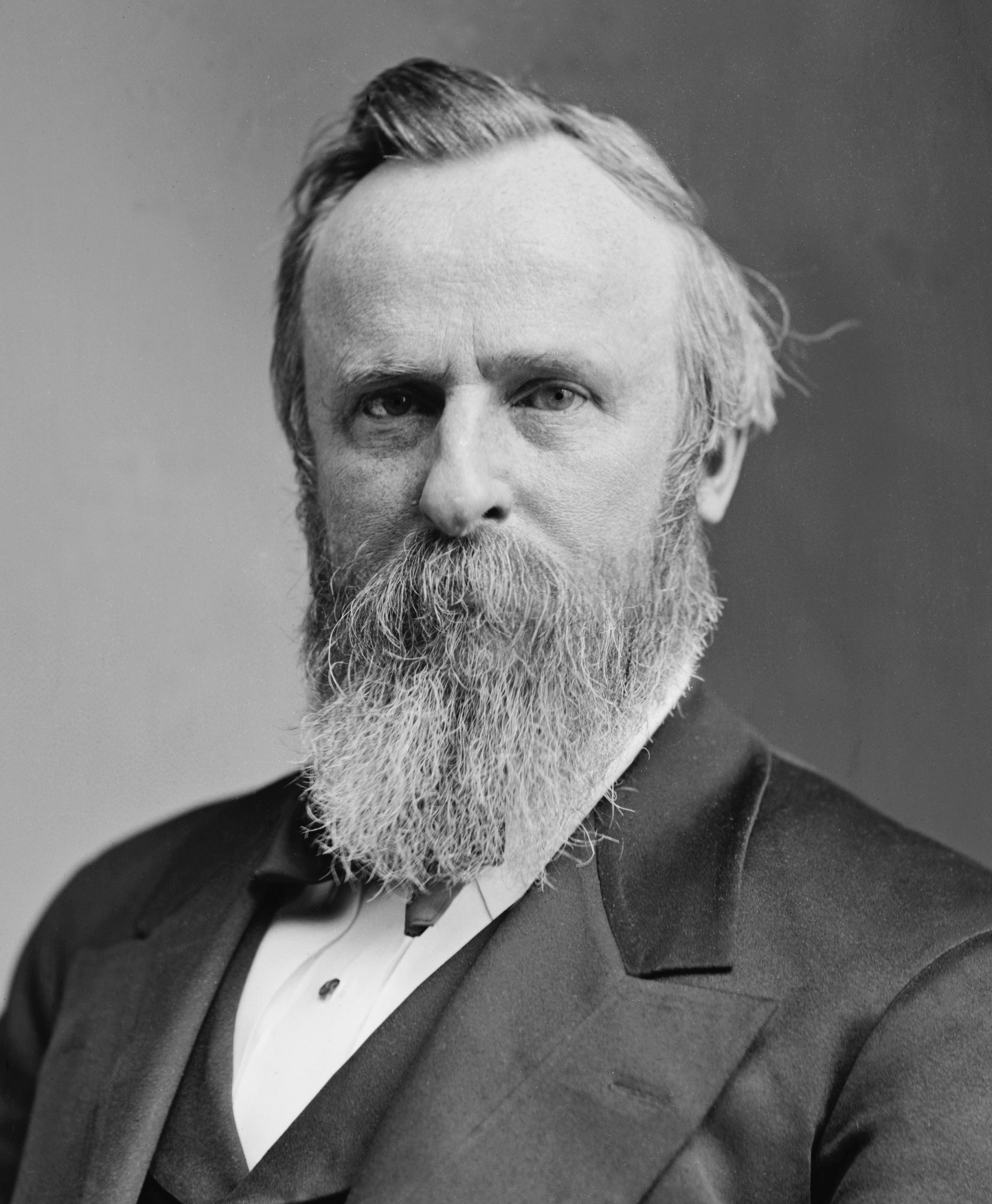
Gouverneur Rutherford Hayes uit Ohio Republikeinse Partij
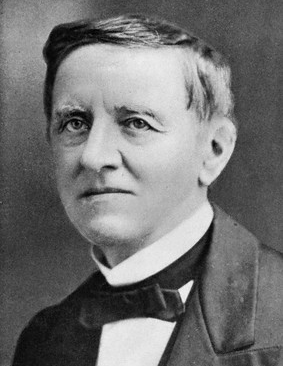
Gouverneur Samuel Tilden uit New York Democratische Partij

### Vicepresidentskandidaten

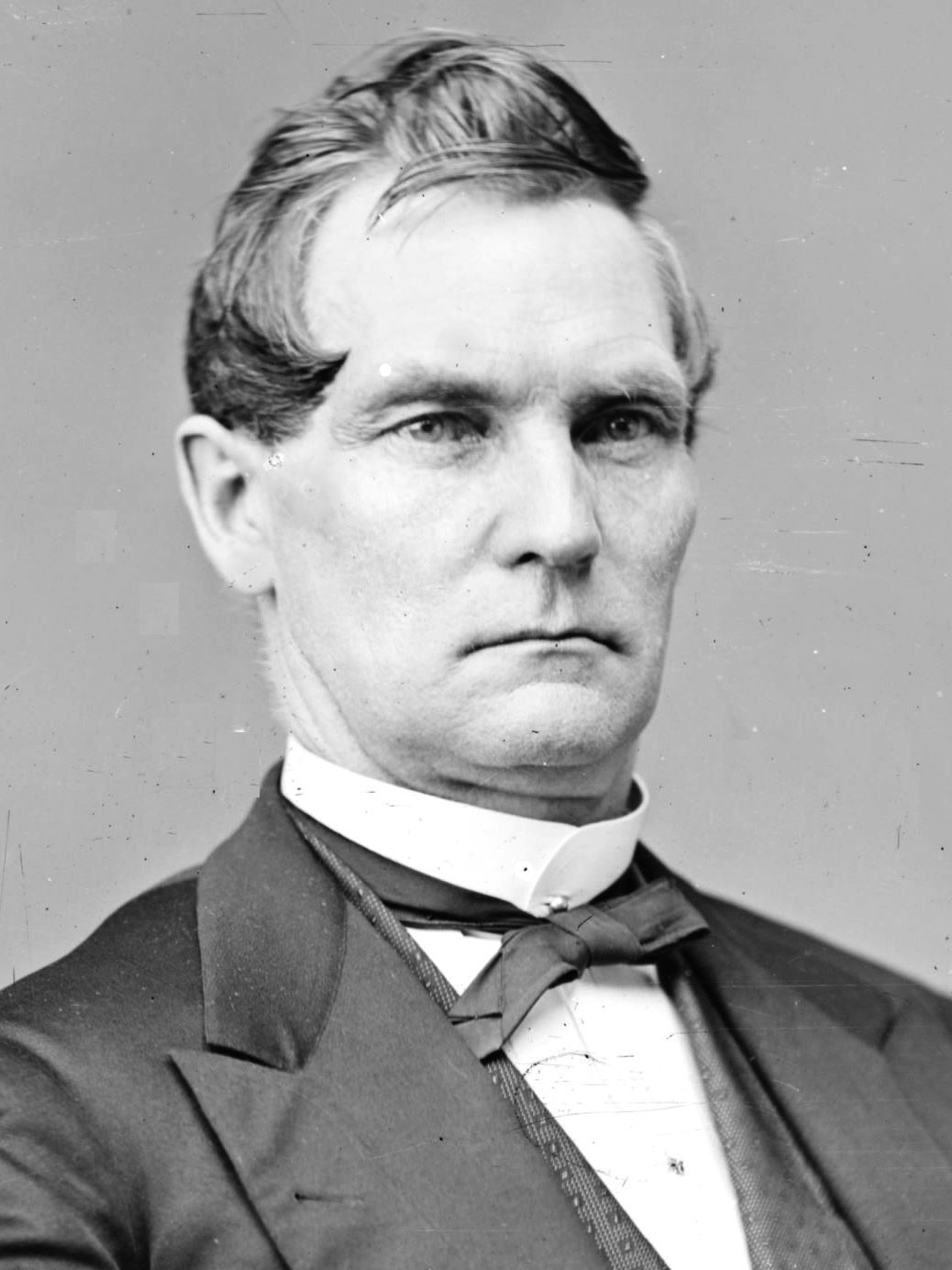
Afgevaardigde William Wheeler uit New York Republikeinse Partij
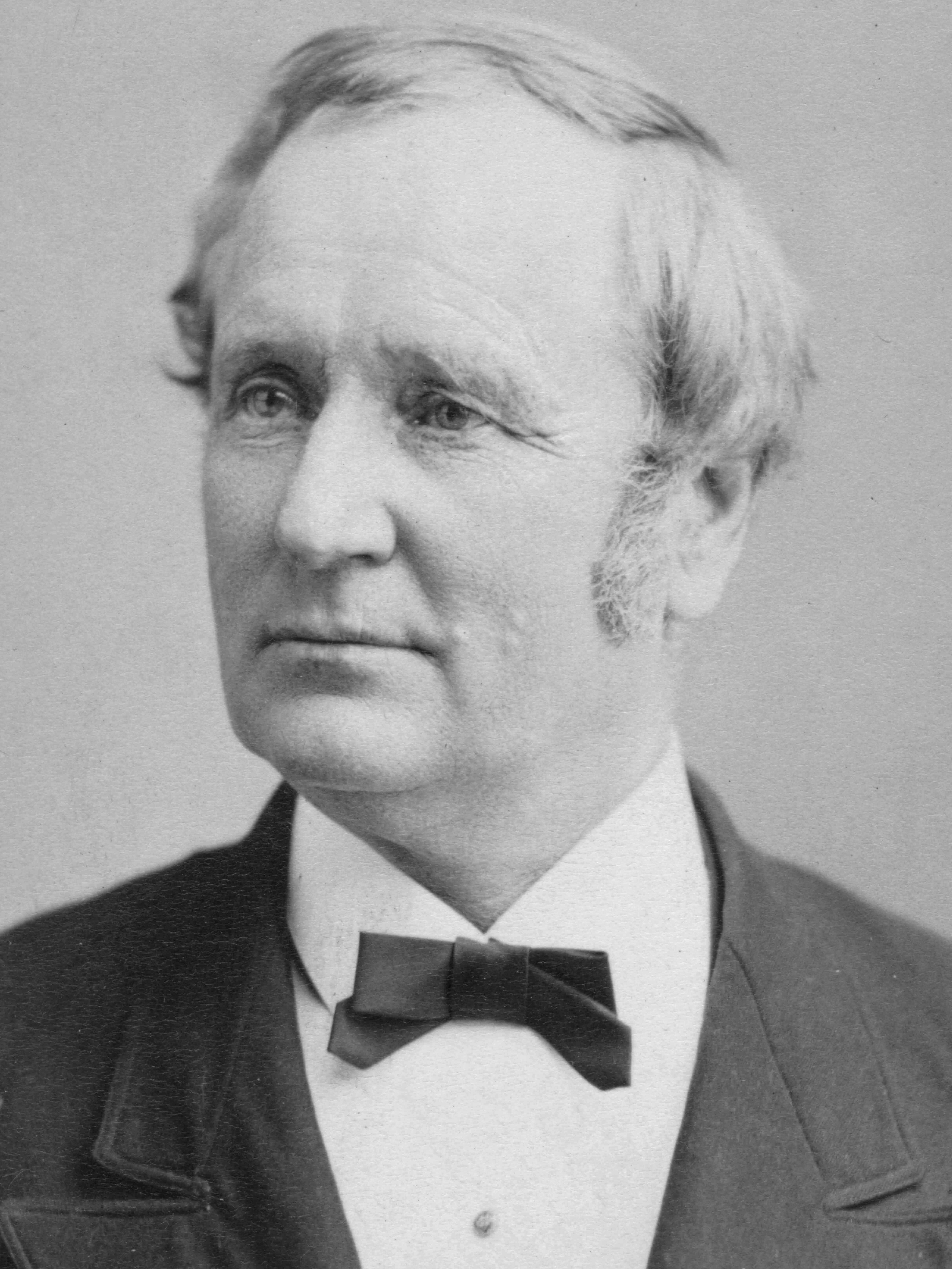
Gouverneur Thomas Hendricks uit Indiana Democratische Partij

## Campagne
De campagne van Tilden stond voor een belangrijk deel in het teken van de strijd tegen corruptie. De Democraten wezen op de vele schandalen die tijdens de regering van president Grant waren uitgebroken. Tilden, die in New York tegen de partijmachine van William Tweed had gestreden, beloofde hervormingen door te voeren om de regering transparanter te maken en corruptie tegen te gaan.
Ook de Republikeinen beloofden de corruptie aan te pakken. Beide kandidaten waren ook voor beëindiging van de Reconstruction die sinds het einde van de burgeroorlog een groot deel van het overheidsbeleid had bepaald. Een verkiezingsleuze die de Republikeinen menigmaal bezigden luidde: "Not every Democrat was a Rebel, but every Rebel was a Democrat" (Niet elke Democraat was een rebel, maar elke rebel was een Democraat), daarmee de herinnering aan de Democratische rol in het bloedige conflict vers in het geheugen houdend.

## Controverse over de uitslag

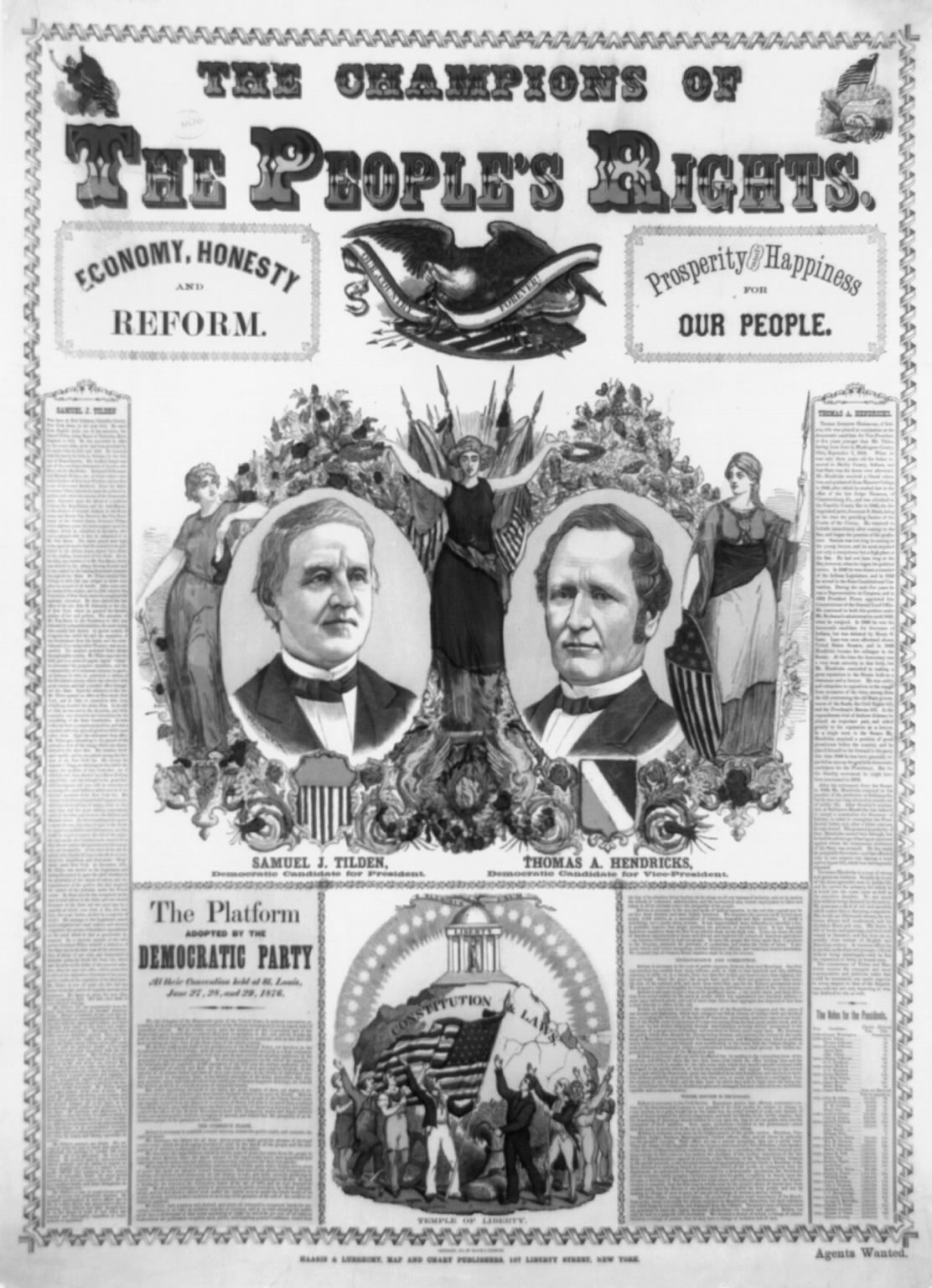
Verkiezingsposter van de Democraten